# Lucas Schickhardt (II.)
Lucas Schickhardt (* 9. Februar 1560 in Herrenberg; † 7. September 1602 „in der Fremde“) war ein württembergischer Schreiner und Werkmeister. Er war ein Sohn des gleichnamigen Kunstschreiners, ein Bruder des Baumeisters Heinrich Schickhardt und des Theologen Philipp Schickhart, sowie der Vater des späteren Professors Wilhelm Schickard.

## Leben
Beruflich trat Lucas Schickhardt in die Fußstapfen seines Vaters und lernte von ihm nicht nur das Handwerk, sondern übernahm auch den großväterlichen Betrieb. Er schnitzte mehrere Bilder für die Herrenberger Stiftskirche. Zeitweise war er für seinen älteren Bruder Heinrich tätig, z. B. bei der Vermessung des Neckars wegen der geplanten Schiffbarmachung zwischen Heilbronn und Cannstatt und bei der Lösung der Probleme mit dem Herrenberger Oberen See am Nufringer Tor.
Nach dem frühen Tod seiner ersten namentlich nicht bekannten Frau heiratete er am 1. Dezember 1590 zum zweiten Mal: Margaretha Gmelin (* 12. Dezember 1567; † 22. September 1634), eine Tochter des Pfarrers Wilhelm Gmelin aus Gärtringen und eine ältere Schwester des gleichnamigen Bruders Wilhelm, ebenfalls Pfarrer in Gärtringen.
1596/97 machte er in Stuttgart zusammen mit einem Maler, Caspar Weiser, zwei Visierungen, d. h. genaue Holzmodelle geplanter Bauwerke.
Lucas hatte mit seiner zweiten Frau insgesamt sechs Kinder, von denen nur drei (zwei Söhne und die Tochter Anna) ihr erstes Lebensjahr überlebten. Seinen Söhnen, Wilhelm und dem gleichnamigen, Lucas (* 3. Januar 1603; † 31. März 1651), der erst nach seinem allzu frühen Tod geboren war, gelang ein sozialer Aufstieg: der erste wurde ein bekannter Professor in Tübingen, der andere wurde „Rentkammer-Expeditionsrat“ in Stuttgart.